# Savva Vassilievitch Morozov
Savva Vassilievitch Morozov (Са́вва Васи́льевич Морозов), né en 1770 et mort le 15 décembre 1860, est un entrepreneur russe, fondateur de la dynastie industrielle des Morozov.

## Biographie
Les Morozov sont issus d'une lignée de vieux-croyants du village de Zouïevo de l'ouïezd de Bogorodsk dans le gouvernement de Moscou. En 1842, il est fait citoyen d'honneur héréditaire.  
Savva Vassilievitch Morozov naît serf du propriétaire terrien Nikolaï Rioumine; il est berger, puis cocher, et tisserand qui part vendre à pied ses tissus à Moscou. Ensuite, il possède un petit comptoir, puis une fabrique. En 1797, Morozov épouse la fille d'un maître teinturier, Ouliana Afaniessievna, et ouvre la même année un atelier de tissu. Vers 1811, son atelier possède déjà dix métiers à tisser et vingt ouvriers. Ils fabriquaient jusqu'à 200 pièces de soie par an pour un total de 1,2 mille roubles.
Après la guerre napoléonienne de 1812, Savva Morozov vend ses produits à une clientèle moscovite élégante. En 1821, il rachète sa liberté du servage avec ses fils Elisseï, Zakhar, Abram, Ivan et Timofeï pour la somme considérable de 17 000 roubles en assignats.
Devenu homme libre, Savva Morozov achète en 1823 à son ancien propriétaire terrien Rioumine une terre sur la rive droite de la rivière Kliazma dans le hameau de Nikolskoïe où il fait construire sa manufacture, ce qui donnera plus tard naissance au petit bourg industriel de Nikolskoïe. Aujourd'hui Zouïevo et Nikolskoïe font partie de la ville d'Orekhovo-Zouïevo. 
En 1825, Savva Morozov fonde une fabrique de tissu sur la Moskova qui dans les années 1840, comprend onze bâtiments, dont trois ateliers de tissage, un atelier de chaîne de production, et trois ateliers de teinture. et de séchoir. Il y a 240 métiers jacquard pour la production de tissus à motifs colorés. Cette fabrique moscovite est fermée après la Guerre de Crimée. En 1830, il ouvre une fabrique à Bogorodsk qui devient plus tard l'usine Bogodorsko-Gloukhovskaïa. En 1846, il fonde avec l'aide de Ludwig Knoop (1821-1894) une usine à papier à Nikolskoïe, lancée en 1848, qui devient la plus importante de Russie. 
En 1850, il divise son capital entre ses deux fils aînés et donne la direction de sa compagnie à son fils Timofeï Morozov. Savva Vassilievitch Morozov meurt en 1860 ayant été classé comme marchand de la première guilde. La compagnie familiale devient la Compagnie de la manufacture de Nikolskoïe « Savva Morozov Fils & Cie ». Il est enterré au cimetière Rogojskoïe de Moscou. Sur sa tombe, on peut lire : « Sous cette pierre est enterré le corps du serviteur de Dieu, le citoyen d'honneur héréditaire marchand de la 1re guilde Savva Vassilievitch Morozov décédé le 15 décembre 1860 à 6 heures du milieu de la nuit dans la 90e année de son âge, sa fête de l'ange étant le 24 avril. »